# Cohors VI Ingenuorum
Die Cohors VI Ingenuorum [civium Romanorum] (deutsch 6. Kohorte der Einheimischen [der römischen Bürger]) war eine römische Auxiliareinheit. Sie ist durch ein Militärdiplom, Inschriften und Ziegelstempel belegt. Die Kohorte ist mit der in der Inschrift (AE 1964, 227) aufgeführten Cohors VI Voluntariorum sowie der in der Inschrift (AE 1911, 107) aufgeführten Cohors VI Civium Romanorum identisch.

## Namensbestandteile
- Ingenuorum: der Einheimischen / Freigeborenen.

- civium Romanorum: der römischen Bürger. Die Soldaten der Kohorte wurden bei Aufstellung der Einheit aus römischen Bürgern rekrutiert. Die Einheit wurde wahrscheinlich unter Augustus zusammen mit weiteren Kohorten ausgehoben; die Aufstellung der Einheiten erfolgte vermutlich während des Pannonischen Aufstands und nach der Niederlage des Varus. Insgesamt wurden möglicherweise bis zu 44 (oder 48) Kohorten aus römischen Bürgern gebildet, von denen aber nur 18 belegt sind.[1]

Da es keine Hinweise auf die Namenszusätze milliaria (1000 Mann) und equitata (teilberitten) gibt, ist davon auszugehen, dass es sich um eine Cohors (quingenaria) peditata, eine reine Infanterie-Kohorte, handelt. Die Sollstärke der Einheit lag bei 480 Mann, bestehend aus 6 Centurien mit jeweils 80 Mann.

## Geschichte
Die Einheit ist in der Provinz Germania inferior durch Inschriften sowie durch einen Ziegel mit dem Stempel COH VI ING (AE 1981, 689) nachgewiesen. In einem Militärdiplom, das auf den 5. September 152 datiert ist, wird die Kohorte als Teil der Truppen (siehe Römische Streitkräfte in Germania) aufgeführt, die in der Provinz stationiert waren.

## Standorte
Standorte der Kohorte sind nicht bekannt.

## Angehörige der Kohorte
Folgende Angehörige der Kohorte sind bekannt.

### Kommandeure
| - L(ucius) Purtisius Atinas, ein Tribun (AE 1964, 227) - Tib. Cl. Sere[nus], ein Tribun | - Ti(berius) Cl(audius) Subatianus Proculus, ein Tribun (AE 1911, 107); er war auch Präfekt der Cohors III Alpinorum und der Ala Gallorum et Thracum Constantium. |

### Sonstige
- D(ecimus) Senius Vital[], ein Soldat (CIL 13, 8314)